# Liste des cavités naturelles les plus profondes d'Eure-et-Loir
Pour des articles plus généraux, voir géographie d'Eure-et-Loir et Liste des plus profondes cavités naturelles.

Département d'Eure-et-Loir.

La liste des cavités naturelles les plus profondes d'Eure-et-Loir recense sous la forme d'un tableau, les cavités souterraines naturelles connues dans ce département, dont la dénivellation est supérieure ou égale à dix mètres.
La communauté spéléologique considère qu'une cavité souterraine naturelle n'existe vraiment qu'à partir du moment où elle est « inventée » c'est-à-dire découverte (ou redécouverte), inventoriée, topographiée et publiée. Bien sûr, la réalité physique d'une cavité naturelle est la plupart du temps bien antérieure à sa découverte par l'homme ; cependant tant qu'elle n'est pas explorée, mesurée et révélée, la cavité naturelle n'appartient pas au domaine de la connaissance partagée.
La liste spéléo-métrique des plus profondes cavités naturelles d'Eure-et-Loir (> 10 mètres) est  actualisée à mi 2018.
La plus profonde cavité répertoriée dans le département d'Eure-et-Loir  est la grotte du Journet à Châteaudun (cf. ligne 1 du tableau ci-dessous).

## Cavités d'Eure-et-Loir dont le dénivelé est supérieur ou égal à10 mètres
Six cavités naturelles souterraines de dénivelé supérieur ou égal à 10 mètres sont recensées à mi 2018 dans le département français d'Eure-et-Loir, en région Centre-Val de Loire.
| Réf. | Cavité (Autres noms)                       | Commune            | Zone géographique | Coordonnées (WGS 84)        | Dévelop. (mètres) | Dénivelée (mètres) | Sources ou références                                                                                           | Mise à jour |
| ---- | ------------------------------------------ | ------------------ | ----------------- | --------------------------- | ----------------- | ------------------ | --- | ----------- |
| 1    | Grotte du Journet                          | Châteaudun         |                   | 48° 04′ 50″ N, 1° 17′ 48″ E | +0200, m ,        | +0046, m           | Spéléométrie de la France & Groupe de recherches spéléologiques d'Eure-et-Loir (GRS 28)                         | 2000-??     |
| 2    | Grotte de la Forêt                         | Lanneray           |                   | 48° 05′ 16″ N, 1° 15′ 36″ E | +0068, m          | +0035, m           | Groupe de recherches spéléologiques d'Eure-et-Loir (GRS 28)                                                     | 2000-??     |
| 3    | Grotte de la Petite Audrière               | Cloyes-sur-le-Loir |                   | 48° 00′ 04″ N, 1° 12′ 42″ E | +0116, m          | +0030, m           | Spéléométrie de la France & Cavernes en Saintonge & Groupe de recherches spéléologiques d'Eure-et-Loir (GRS 28) | 2000-??     |
| 4    | Grotte de Bois de Feugères                 | Bouville           |                   | 48° 15′ 38″ N, 1° 24′ 47″ E | +0943, m ,        | +0021, m           | Spéléométrie de la France & Groupe de recherches spéléologiques d'Eure-et-Loir (GRS 28)                         | 2000-??     |
| 5    | Gouffre de la Triquetière (Gouffre Gilles) | Châteaudun         |                   | 48° 05′ 36″ N, 1° 17′ 40″ E | +0030, m          | +0011, m           | Spéléométrie de la France & Groupe de recherches spéléologiques d'Eure-et-Loir (GRS 28)                         | 2000-??     |
| 6    | Aven Beauceron                             | Châteaudun         |                   | 48° 05′ 58″ N, 1° 19′ 11″ E | +0018, m          | +0010, m           | Spéléométrie de la France & Délires Beaucerons                                                                  | 2000-??     |

Les cavités naturelles ou plus rarement anthropiques listées dans ce tableau, font globalement partie du patrimoine collectif souterrain (patrimoine naturel, géologique, voire culturel). 
Cependant, considérées individuellement, ces cavités sont des objets que la plupart des lois nationales (en particulier la loi française) assimilent à des biens immobiliers qui sont sous la responsabilité de propriétaires, occupants, gardiens ou gestionnaires des terrains où se trouvent ces cavités. 
Les simples visiteurs, comme les spéléologues avertis, doivent donc en général solliciter les autorisations nécessaires pour accéder à ces espaces souterrains. Les éventuelles notes incluses dans le tableau illustrent et/ou précisent ce principe. Certaines cavités sont totalement interdites d'accès pour divers motifs (sécurité, protection de lieux ou objets sensibles,..).